# Надеев, Сергей Александрович
Сергей Александрович Наде́ев (до 1970 — Смертин; род. 23 марта 1956, Арбаж, Кировская область) — российский поэт и издатель, редактор.

## Биография
Родился в семье служащих. Окончил химико-технологический факультет Волгоградского политехнического института (1978), после окончания института работал в г. Балаково Саратовской области на заводе РТИ мастером, затем экономистом на Волгоградском тракторном заводе, начальником отдела на Волгоградском заводе буровой техники. В начале 1980-х примыкал к метагруппе саратовских поэтов «Кокон» (Н. Кононов, С. Кекова, Б. Борухов, А. Пчелинцев). В 1983 переехал в Москву. Работал инженером по промотходам. Некоторое время посещал ЛИТО Татьяны Глушковой. Как поэт дебютировал в 1973 году.
В 1990—1994 годах — соучредитель и главный редактор литературно-художественного журнала «Глагол» (вместе с Александром Шаталовым), позже преобразованного ими в одноимённое издательство. Журнал «Глагол» в августе 1991 года впервые в России выпустил отдельной книгой роман «Это я — Эдичка» Э. Лимонова (общий суммарный тираж книги, изданной «Глаголом» — 500000 экз). Здесь же впервые на русском языке были изданы романы Дж. Болдуина, У. Берроуза, а также первые издания Э. Лимонова, Н. Медведевой, Е. Харитонова, Д. Хармса, М. Волохова и других авторов.
В середине 1990-х годов Н. возглавлял издательство «Рандеву-АМ», создавшее биографический словарь «Русские писатели 20-го века» (Гл. ред. и сост. П. А. Николаев. М.: Большая Российская энциклопедия; «Рандеу-АМ», 2000—808 с.: ил.). Составитель хрестоматии «Шедевры русской поэзии. Вторая половина 20-го века» М.: Литературная газета; Фонд «Сибирские огни», 2011—344 с.
В 1998—2002 — литературный секретарь Эммы Герштейн.
В 2000—2007 — директор издательства Библиотека «Единая книга», выпускавшего серию поэтических книг.
В 2008—2010 — главный редактор газеты СПМ «Литературные вести».
С 2012 по 2016 — ответственный секретарь журнала «Дружба народов», с 2017 — главный редактор.
Член СП СССР (1991), Союза писателей Москвы (1993).
Живёт в Москве.

## Библиография

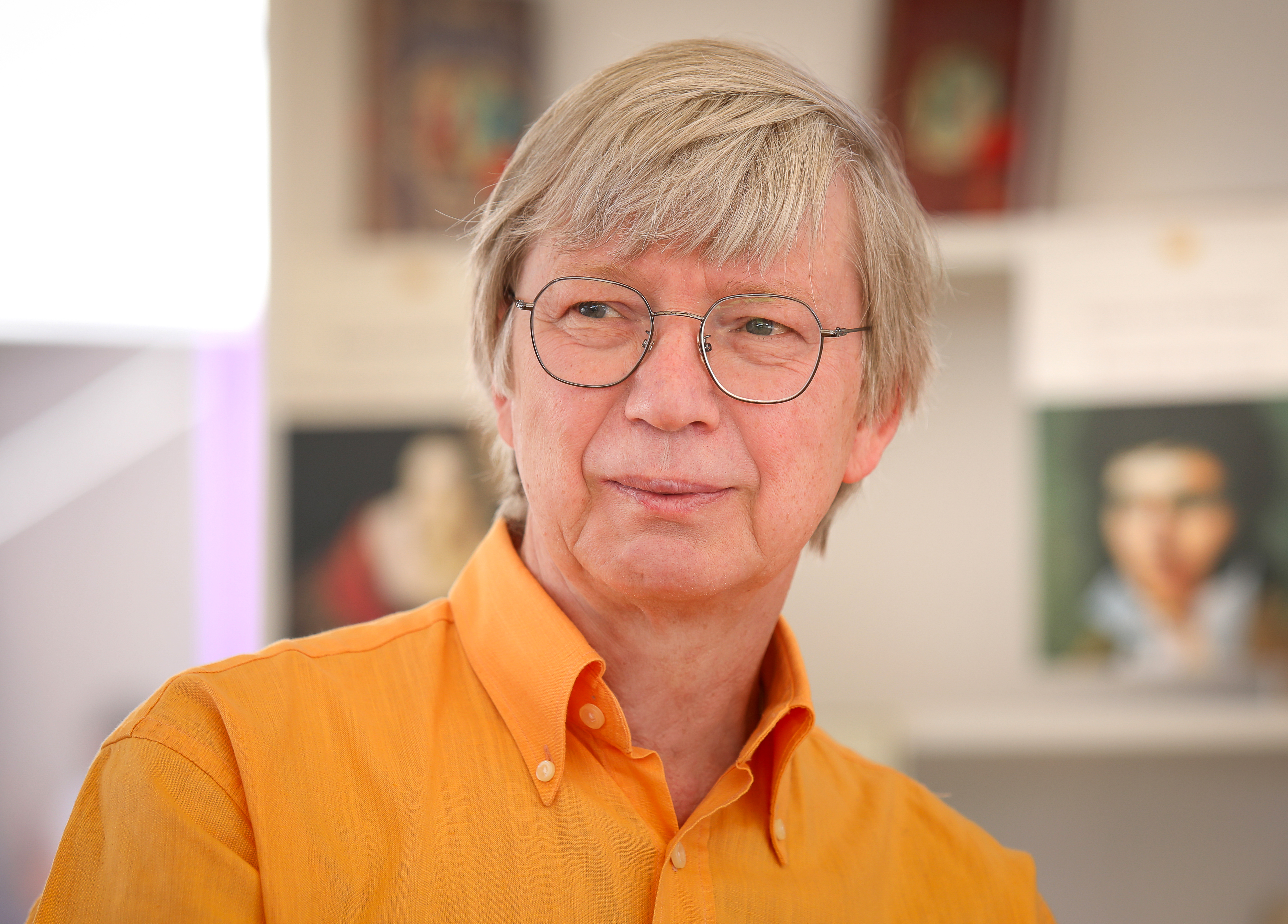
Сергей Надеев на книжном фестивале «Красная площадь»-2019

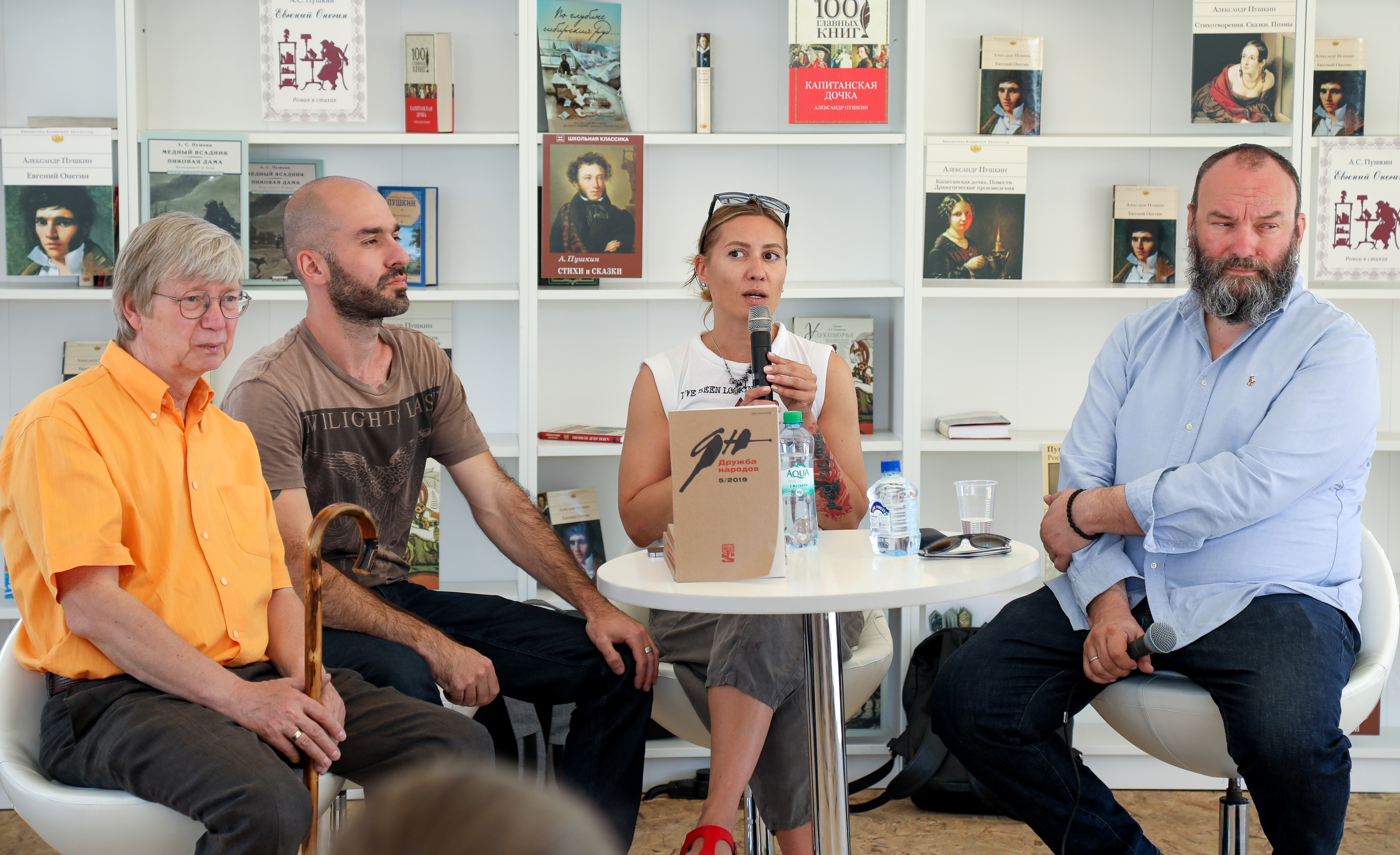
Сергей Надеев, Александр Снегирёв, Анна Козлова, Борис Куприянов на книжном фестивале «Красная площадь».